# Тонг, Пит
Пит Тонг (англ. Pete Tong; род. 30 июля 1960) — британский диджей, работающий на Радио 1 BBC в Великобритании. Он известен по всему миру любителям электронной музыки передачами Essential Mix и Essential Selection, своим лейблом FFRR Records, и выступлениями в ночных клубах всего мира. Tong также работал как продюсер.
В 2004 году в Великобритании был снят псевдодокументальный фильм с названием «Всё из-за Пита Тонга» (англ. It's All Gone Pete Tong). В эпизоде фильма участвует сам Пит Тонг.

## Начало карьеры
Пит Тонг родился 30 июля 1960 года в Дартфорде (графство Кент), окончил Королевскую школу в родном графстве.
Изначально Пит проявлял музыкальный интерес к ударным, но позже перешёл к диджейству. Первый раз он сыграл на публике в 15 лет на свадьбе своего друга. В школе он и несколько его товарищей немного заработали на продвижении местных музыкальных групп, аренде залов для вечеринок и т. п. Он также работал в Кентской группе «Soul Mafia».
В начале, после школы, он организовывает мобильную дискотеку в машине-фургоне, но затем основывает свой собственный клуб на Бейкер-стрит под названием «Family Function». Также он приглашал разные группы на «экспериментальные вечера», первой из таких групп стала неизвестная в то время Culture Club.
В 1979 Пит начинает писать для журнала Blues & Soul Magazine. Через год его назначают редактором издания, которым он работает вплоть до 1983 года. Затем он бросает Blues & Soul чтобы перейти в London Records как A&R-директор.
Через свои связи в London Records в 1986 году Пит организует сборник The House Sound of Chicago, Vol. 1, первый британский релиз, созданный с целью собрать и показать новый жанр хаус-музыки из Чикаго.

## Радиокарьера
Первое появление на радио произошло в конце 70-х на радио Invicta 92.4fm, первой европейской соул-станции. Он присоединился к авторским передачам ночных диджеев, таких как Стив Уолш, Крис Хилл, и других и представил ежемесячную программу с приглашенными гостями. Позже он появлялся на местном радио BBC Radio Medway в программе «Soul Mafia», а также время от времени на радио Лондон. В 1981 году Пит впервые появляется на BBC Radio 1 проведя 15-минутную вставку в передаче Питера Пауэла, проиграв новые композиции и рассказав про последние новости и слухи из мира танцевальной музыки.
Когда в Кенте в 1984 году открывается радио Инвикта, Пит переходит в неё чтобы вести регулярную передачу о музыке соул (при поддержке местного журналиста Эдди Гордона). Пит остается на Инвикта до 1987. Затем его в 1988, по рекомендации диджея Джефа Янга, берет на работу Capital Radio для представления еженедельной танцевальной программы. Джеф Янг, имевший до этого возможность вещать в эфире Кэпитал, перешёл на BBC Radio 1 чтобы вести еженедельную вечернюю пятничную программу под названием «The Big Beat» (Громкий ритм).
В 1991 году Пит возвращается на национальное радио после того как его менеджер Эди Гордон (Eddie Gordon) поговорил с Джефом Янгом, покидающим радио BBC Radio 1, чтобы тот порекомендовал Пита как идеальную замену на вещание в рейтинговое время в пятницу вечером. Так Пит начал свой долгий путь ведущего популярной передачи Essential Selection.
Essential Selection выходила в эфир BBC Radio 1 в пятницу вечером с 18:00 до 21:00 в Великобритании, но сейчас время изменено. Теперь передача называется просто «Пит Тонг» (Pete Tong) и её новое время — с 19:00 до 21:00 по пятницам. Она представляет свежую танцевальную музыку, фокусируясь в основном на хаус-музыке, и информирует слушателей о том что происходит в ночных клубах Великобритании на этих выходных. Передача представляется BBC как официальный старт выходным дням (слоган — «The officially start to the Weekend»). Она привлекает наибольшее среди других танцевальных программ количество слушателей в Великобритании. Пит также ведет одно-часовую программу на Радио 1 по четвергам с 21:00 до 22:00 часов под названием «Pete Tong’s In New Music We Trust» («На новую музыку уповаем»). C 1993 года Пит также был направлен на передачу «Essential Mix» на Радио 1, выходящей с 2:00 до 4:00 в ночь с субботы на воскресенье. Теперь он является вторым диджеем по длительности нахождения в эфире (после Энни Найтингейл).
Пит Тонг — один из самых узнаваемых диджеев мира. Он притягивает людей со всего мира на свои ночные выступления «Pure Pacha» в клубе Pacha на Ибице.

## Награды
- Кавалер ордена Британской империи (MBE, 2014)[3].